# Fardag
Fardag är den dag ett hyresavtal eller arrende upphör att gälla. Hyresgästen/arrendatorn skall senast denna dag ha avträtt innehavet och gjort det tillgängligt för nytillträdande innehavare. Det avträdda skall därvid vara i gott skick och avstädat.
Numera kan i princip vilket datum som helst för fardag fastställas i avtal. Om inget annat avtalas, är fardagen för arrende den 14 mars, vilket bestäms i 8 kap. 4 § 3 st. jordabalken.

## Historik
Traditionellt datum för fardagen har varit 1 oktober.
Fardag för lantbrukets statare, som ofta årligen bytte patron (arbetsgivare), inföll sista veckan i oktober.
I äldre tider var i Östergötland fardagen fastställd till 14 mars, i Bohuslän till vårfrudagen.